# برناردو سگورا
برناردو سگورا (انگلیسی: Bernardo Segura؛ زادهٔ ۱۱ فوریهٔ ۱۹۷۰) ورزشکار دو و میدانی اهل مکزیک است.